# Yamaguchi Sekkei
Yamaguchi Sekkei (japanisch 山口 雪渓, eigentlich Yamaguchi Sōsetsu (山口 宗雪), weitere Künstlernamen (Gō): Baian (梅庵), Hakuin (白隠); geb. 1644; gest. 22. Oktober 1732) war ein japanischer Maler während der mittleren Edo-Zeit.

## Leben und Werk
Obwohl 1644 das allgemein akzeptierte Geburtsjahr Sekkeis ist, so gibt aber das Werk, das den „Eingang Buddhas ins Paradies“ (涅槃図, Nehan-zu) zum Gegenstand hat und das sich im Kiyomizu-dera in Kyōto befindet, sein Geburtsjahr mit 1649 an.
Es ist überliefert, dass Sekkei ein so großer Bewunderer der Maler Muqi (chinesisch 牧谿, Pinyin Mùqī, jap. Mokkei; 2. Hälfte des 13. Jahrhunderts) und Sesshū (雪舟) war, dass er seinen Künstlernamen aus je einem Zeichen dieser Namen bildete. Es heißt auch, dass er unter Kanō Einō studierte.
Yamaguchi malte nicht im Stil seiner Zeit, sondern suchte seinen Weg im Altüberlieferten und schuf einen eigenen Stil. Seine bekanntesten Werke sind das Stellschirmpaar „Herbstlicher Ahorn“ im Daigo-ji in Kyōto und die Wandmalereien (障壁画, Shōheki-ga) im Shumpo-in (春浦院), einem nicht öffentlich zugänglichen Untertempel des Myōshin-ji, ebenfalls in Kyōto. Diese befinden sich dort in der Abtresidenz und umfassen 15 Bilder mit Personen in der Landschaft (山水人物図, Sansui jimbutsu-zu), 16 Bilder mit dem Thema Blumen und Vögel (花鳥図, Kachō-zu) und 12 Bilder mit den Bergheiligen (群仙図, Gunzen-zu).

## Bilder

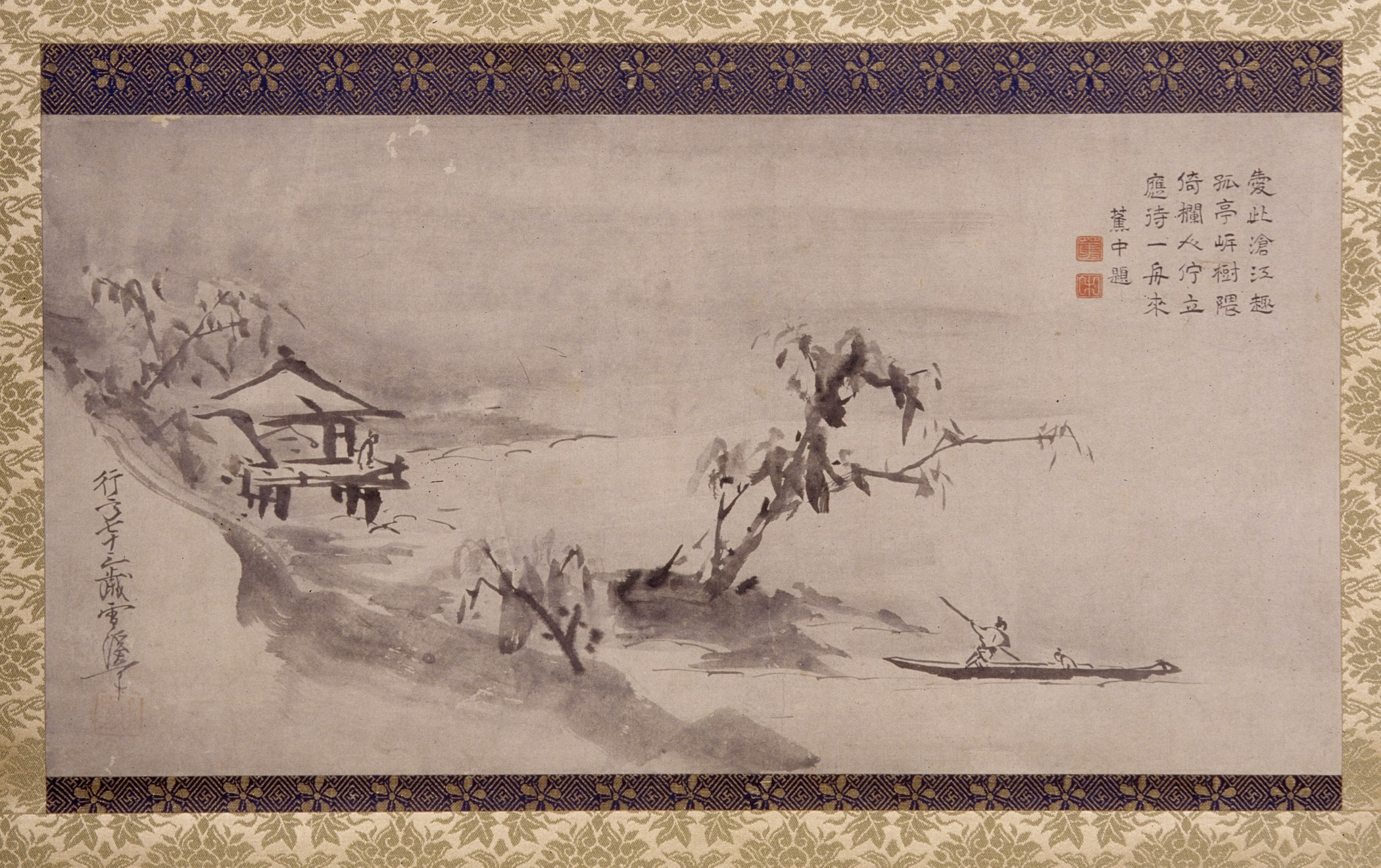
Landschaft
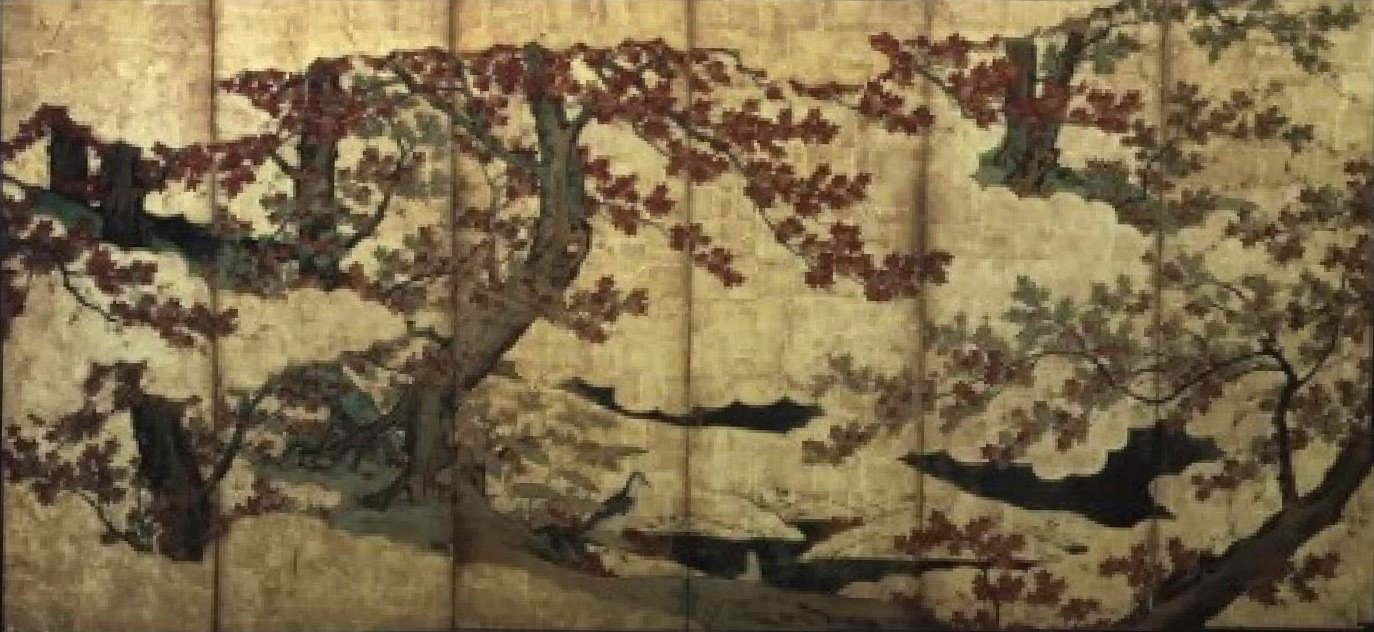
Herbstlicher Ahorn
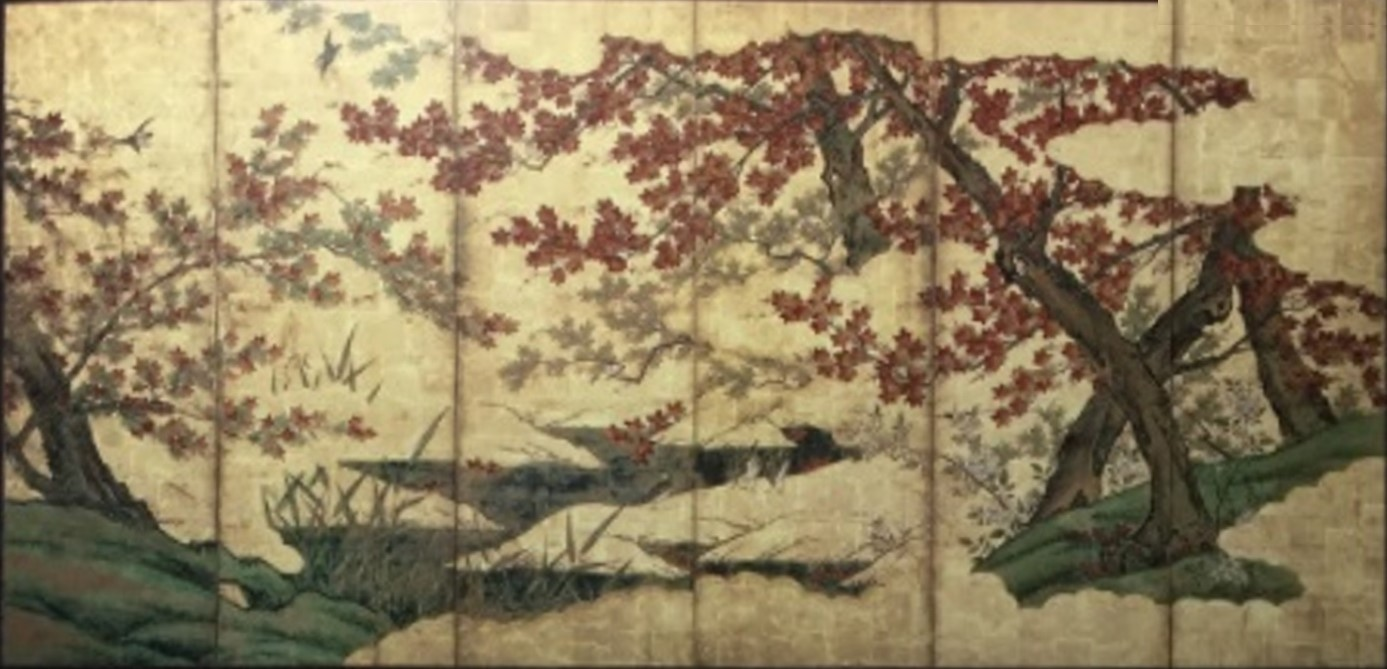
Herbstlicher Ahorn